# Bóng chuyền tại Thế vận hội Mùa hè 2016 - Nữ
Giải đấu bóng chuyền nữ tại Thế vận hội Mùa hè 2016 được tổ chức lần thứ 14 tại Thế vận hội do các Liên đoàn bóng chuyền quốc tế thực hiện, cùng với Ủy ban Olympic Quốc tế. Giải diễn ra tại Rio de Janeiro, Brasil từ 6 đến 20 tháng 8 năm 2016.
Trung Quốc vô địch lần thứ 3 tại giải đấu này sau khi đánh bại Serbia trong trận chung kết. Hoa Kỳ giành vị trí thứ 3 sau khi đánh bại Hà Lan trong trận tranh huy chương đồng.
Huy chương của giải đấu được trao bởi Yu Zaiqing, Trung Quốc; Anita DeFrantz, Mỹ và Chang Ung, Hàn Quốc; Thành viên của ủy Ban Olympic Quốc tế, Ary Graca, Cristobal Marte Hoffiz và Aleksandar Boricic; Chủ tịch và phó chủ tịch điều hành Liên đoàn bóng chuyền quốc tế.

## Lịch thi đấu
| P | Vòng loại | ¼ | Tứ kết | ½ | Bán kết | B | Tranh huy chương đồng | F | Chung kết |

| Thứ bảy 6 | Chủ nhật 7 | Thứ hai 8 | Thứ ba 9 | Thứ tư 10 | Thứ năm 11 | Thứ sáu 12 | Thứ bảy 13 | Chủ nhật 14 | Thứ hai 15 | Thứ ba 16 | Thứ ba 16 | Thứ tư 17 | Thứ tư 17 | Thứ năm 18 | Thứ năm 18 | Thứ sáu 19 | Thứ bảy 20 | Thứ bảy 20 |
| --------- | ---------- | --------- | -------- | --------- | ---------- | ---------- | ---------- | ----------- | ---------- | --------- | --------- | --------- | --------- | ---------- | ---------- | ---------- | ---------- | ---------- |
| P         |            | P         |          | P         |            | P          |            | P           |            | ¼         | ¼         |           |           | ½          | ½          |            | B          | F          |

## Tiêu chuẩn
| Vòng loại                   | Thời gian                       | Địa điểm   | Suất | Đội         |
| --------------------------- | ------------------------------- | ---------- | ---- | ----------- |
| Chủ nhà                     | 2 tháng 10 năm 2009             | Copenhagen | 1    | Brasil      |
| World Cup 2015              | 22 tháng 8 – 6 tháng 9 năm 2015 | Nhật Bản   | 2    | Trung Quốc  |
| World Cup 2015              | 22 tháng 8 – 6 tháng 9 năm 2015 | Nhật Bản   | 2    | Serbia      |
| Vòng loại châu Âu           | 4–9 tháng 1 năm 2016            | Ankara     | 1    | Nga         |
| Vòng loại Nam Mỹ            | 6–10 tháng 1 năm 2016           | Bariloche  | 1    | Argentina   |
| Vòng loại Bắc Mỹ            | 7–9 tháng 1 năm 2016            | Lincoln    | 1    | Hoa Kỳ      |
| Vòng loại châu Phi          | 12–16 tháng 2 năm 2016          | Yaoundé    | 1    | Cameroon    |
| Vòng loại châu Á            | 14–22 tháng 5 năm 2016          | Tokyo      | 1    | Nhật Bản    |
| Vòng loại Thế giới thứ nhất | 14–22 tháng 5 năm 2016          | Tokyo      | 3    | Ý           |
| Vòng loại Thế giới thứ nhất | 14–22 tháng 5 năm 2016          | Tokyo      | 3    | Hà Lan      |
| Vòng loại Thế giới thứ nhất | 14–22 tháng 5 năm 2016          | Tokyo      | 3    | Hàn Quốc    |
| Vòng loại Thế giới thứ hai  | 20–22 tháng 5 năm 2016          | San Juan   | 1    | Puerto Rico |
| Tổng                        | Tổng                            | Tổng       | 12   |             |

## Thành phần các bảng
Các bảng đấu đã được xác nhận vào ngày 23 tháng 5 năm 2016.
| Bảng A           | Bảng B           |
| ---------------- | ---------------- |
| Brasil (Chủ nhà) | Hoa Kỳ (1)       |
| Nga (4)          | Trung Quốc (2)   |
| Nhật Bản (5)     | Serbia (6)       |
| Hàn Quốc (9)     | Ý (8)            |
| Argentina (12)   | Hà Lan (14)      |
| Cameroon (21)    | Puerto Rico (16) |

## Địa điểm
| Rio de Janeiro, Brasil   |
| ------------------------ |
| Ginásio do Maracanãzinho |
| Sức chứa: 11.800         |
|                          |

## Thể thức
Vòng loại là cuộc thi đấu giữa 12 đội trong hai bảng (mỗi bảng 6 đội). Vòng này các đội thi đấu vòng tròn. Bốn đội đứng đầu mỗi bảng sẽ bước vào vòng đấu loại trực tiếp (Tứ kết). Đội xếp thứ 6 mỗi bảng sẽ thi đấu với nhau tranh hạng 11. Đội xếp thứ 5 mỗi bảng sẽ thi đấu với nhau tranh hạng 9.
Vòng tứ kết thi đấu theo thể thức đấu đơn loại trực tiếp. Các đội thua ở vòng tứ kết sẽ đồng xếp hạng 5. Các đội chiến thắng ở vòng tứ kết sẽ tiến vào thi đấu bán kết. Đội giành chiến thắng bán kết sẽ thi đấu chung kết tranh huy chương vàng, 2 đội thua sẽ gặp nhau trong trận tranh huy chương đồng.

## Luật chơi
Thứ tự các đội trong bảng đấu được sắp xếp theo các tiêu chí như sau:
1. Số trận thắng
2. Điểm trận đấu
3. Tỷ lệ set thắng
4. Tỷ lệ điểm thắng
5. Kết quả đối đầu trực tiếp

Trận đấu với tỉ số 3-0 hoặc 3-1: Đội thắng được 3 điểm, đội thua không có điểm.
Trận đấu với tỉ số 3-2: Đội thắng sẽ được 2 điểm, đội thua được 1 điểm.

## Trọng tài
Danh sách các trong tài.
- Hernán Casamiquela
- Arturo Di Giacomo
- Rogerio Espicalsky
- Paulo Turci
- Liu Jiang
- Denny Cespedes
- Nasr Shaaban
- Heike Kraft
- Mohammad Shahmiri
- Fabrizio Pasquali
- Luis Macias
- Piotr Dudek
- Ibrahim Al-Naama
- Andrey Zenovich
- Vladimir Simonović
- Juraj Mokrý
- Kang Joo-hee
- Susana Rodríguez
- Taoufik Boudaya
- Patricia Rolf

## Vòng sơ loại
Tất cả thời gian dưới đây tính theo giờ Brasil (UTC−03:00).

### Bảng A
| VT | Đội        | Tr | T | B | Đ  | ST | SB | TSS   | ĐST | ĐSB | TSĐS  | Giành quyền tham dự |
| -- | ---------- | -- | - | - | -- | -- | -- | ----- | --- | --- | ----- | ------------------- |
| 1  | Brasil (H) | 5  | 5 | 0 | 15 | 15 | 0  | —     | 377 | 272 | 1,386 | Tứ kết              |
| 2  | Nga        | 5  | 4 | 1 | 12 | 12 | 4  | 3,000 | 393 | 353 | 1,113 | Tứ kết              |
| 3  | Hàn Quốc   | 5  | 3 | 2 | 9  | 10 | 7  | 1,429 | 384 | 372 | 1,032 | Tứ kết              |
| 4  | Nhật Bản   | 5  | 2 | 3 | 6  | 7  | 9  | 0,778 | 347 | 364 | 0,953 | Tứ kết              |
| 5  | Argentina  | 5  | 1 | 4 | 2  | 3  | 14 | 0,214 | 319 | 407 | 0,784 |                     |
| 6  | Cameroon   | 5  | 0 | 5 | 1  | 2  | 15 | 0,133 | 328 | 410 | 0,800 |                     |

| 6 tháng 8 năm 2016 09:30 |

| Nhật Bản                                      | 1–3 | Hàn Quốc |
| (25–19, 15–25, 17–25, 21–25) Kết quả Thống kê |     |          |

| Ginásio do Maracanãzinho, Rio de Janeiro Khán giả: 5.760 Trọng tài: Denny Cespedes (DOM), Patricia Rolf (USA) |

| 6 tháng 8 năm 2016 15:00 |

| Brasil                                 | 3–0 | Cameroon |
| (25–14, 25–21, 25–13) Kết quả Thống kê |     |          |

| Ginásio do Maracanãzinho, Rio de Janeiro Khán giả: 7.890 Trọng tài: Heike Kraft (GER), Liu Jiang (CHN) |

| 6 tháng 8 năm 2016 20:30 |

| Nga                                    | 3–0 | Argentina |
| (25–13, 25–10, 25–16) Kết quả Thống kê |     |           |

| Ginásio do Maracanãzinho, Rio de Janeiro Khán giả: 5.437 Trọng tài: Ibrahim Al-Naama (QAT), Luis Macias (MEX) |

| 8 tháng 8 năm 2016 11:35 |

| Nhật Bản                               | 3–0 | Cameroon |
| (25–20, 25–15, 25–17) Kết quả Thống kê |     |          |

| Ginásio do Maracanãzinho, Rio de Janeiro Khán giả: 5.400 Trọng tài: Rogerio Espicalsky (BRA), Hernán Casamiquela (ARG) |

| 8 tháng 8 năm 2016 20:30 |

| Nga                                           | 3–1 | Hàn Quốc |
| (25–23, 23–25, 25–23, 25–14) Kết quả Thống kê |     |          |

| Ginásio do Maracanãzinho, Rio de Janeiro Khán giả: 5,398 Trọng tài: Piotr Dudek (POL), Ibrahim Al-Naama (QAT) |

| 8 tháng 8 năm 2016 22:35 |

| Brasil                                 | 3–0 | Argentina |
| (25–16, 25–19, 25–11) Kết quả Thống kê |     |           |

| Ginásio do Maracanãzinho, Rio de Janeiro Khán giả: 7.651 Trọng tài: Nasr Shaaban (EGY), Fabrizio Pasquali (ITA) |

| 10 tháng 8 năm 2016 17:05 |

| Nga                                    | 3–0 | Cameroon |
| (25–19, 25–22, 25–23) Kết quả Thống kê |     |          |

| Ginásio do Maracanãzinho, Rio de Janeiro Khán giả: 6.396 Trọng tài: Ibrahim Al-Naama (QAT), Mohammad Shahmiri (IRI) |

| 10 tháng 8 năm 2016 20:30 |

| Hàn Quốc                               | 3–0 | Argentina |
| (25–18, 25–20, 25–23) Kết quả Thống kê |     |           |

| Ginásio do Maracanãzinho, Rio de Janeiro Khán giả: 7.248 Trọng tài: Patricia Rolf (USA), Taoufik Boudaya (TUN) |

| 10 tháng 8 năm 2016 22:35 |

| Brasil                                 | 3–0 | Nhật Bản |
| (25–18, 25–18, 25–22) Kết quả Thống kê |     |          |

| Ginásio do Maracanãzinho, Rio de Janeiro Khán giả: 8.759 Trọng tài: Susana Rodríguez (ESP), Luís Macias (MEX) |

| 12 tháng 8 năm 2016 11:35 |

| Argentina                                            | 3–2 | Cameroon |
| (19–25, 25–19, 26–28, 25–21, 15–13) Kết quả Thống kê |     |          |

| Ginásio do Maracanãzinho, Rio de Janeiro Khán giả: 5.345 Trọng tài: Taoufik Boudaya (TUN), Arturo di Giacomo (BEL) |

| 12 tháng 8 năm 2016 20:30 |

| Nga                                    | 3–0 | Nhật Bản |
| (25–14, 30–28, 25–18) Kết quả Thống kê |     |          |

| Ginásio do Maracanãzinho, Rio de Janeiro Khán giả: 7.448 Trọng tài: Mohammad Shahmiri (IRI), Heike Kraft (GER) |

| 12 tháng 8 năm 2016 22:35 |

| Brasil                      | 3–0 | Hàn Quốc |
| (25–17, 25–13, 27–25) KQ TK |     |          |

| Ginásio do Maracanãzinho, Rio de Janeiro Khán giả: 8.790 Trọng tài: Patricia Rolf (USA), Liu Jiang (CHN) |

| 14 tháng 8 năm 2016 11:35 |

| Hàn Quốc                               | 3–0 | Cameroon |
| (25–15, 25–22, 25–20) Kết quả Thống kê |     |          |

| Ginásio do Maracanãzinho, Rio de Janeiro Khán giả: 6.893 Trọng tài: Luis Macias (MEX), Rogerio Espicalsky (BRA) |

| 14 tháng 8 năm 2016 20:30 |

| Nhật Bản                               | 3–0 | Argentina |
| (25–23, 25–16, 26–24) Kết quả Thống kê |     |           |

| Ginásio do Maracanãzinho, Rio de Janeiro Khán giả: 5.939 Trọng tài: Denny Cespedes (DOM), Fabrizio Pasquali (ITA) |

| 14 tháng 8 năm 2016 22:35 |

| Brasil                      | 3–0 | Nga |
| (25–23, 25–21, 25–21) KQ TK |     |     |

| Ginásio do Maracanãzinho, Rio de Janeiro Khán giả: 8.892 Trọng tài: Nasr Shaaban (EGY), Taoufik Boudaya (TUN) |

### Bảng B
| VT | Đội         | Tr | T | B | Đ  | ST | SB | TSS   | ĐST | ĐSB | TSĐS  | Giành quyền tham dự |
| -- | ----------- | -- | - | - | -- | -- | -- | ----- | --- | --- | ----- | ------------------- |
| 1  | Hoa Kỳ      | 5  | 5 | 0 | 14 | 15 | 5  | 3,000 | 470 | 400 | 1,175 | Tứ kết              |
| 2  | Hà Lan      | 5  | 4 | 1 | 11 | 14 | 7  | 2,000 | 455 | 425 | 1,071 | Tứ kết              |
| 3  | Serbia      | 5  | 3 | 2 | 10 | 12 | 6  | 2,000 | 410 | 394 | 1,041 | Tứ kết              |
| 4  | Trung Quốc  | 5  | 2 | 3 | 7  | 9  | 9  | 1,000 | 398 | 389 | 1,023 | Tứ kết              |
| 5  | Ý           | 5  | 1 | 4 | 3  | 4  | 12 | 0,333 | 351 | 374 | 0,939 |                     |
| 6  | Puerto Rico | 5  | 0 | 5 | 0  | 0  | 15 | 0,000 | 277 | 379 | 0,731 |                     |

| 6 tháng 8 năm 2016 11:35 |

| Trung Quốc                                           | 2–3 | Hà Lan |
| (23–25, 25–21, 25–18, 22–25, 13–15) Kết quả Thống kê |     |        |

| Ginásio do Maracanãzinho, Rio de Janeiro Khán giả: 6.410 Trọng tài: Susana Rodríguez (ESP), Paulo Turci (BRA) |

| 6 tháng 8 năm 2016 17:05 |

| Hoa Kỳ                            | 3–0 | Puerto Rico |
| (25–17, 25–22, 25–17) KQ Thống kê |     |             |

| Ginásio do Maracanãzinho, Rio de Janeiro Khán giả: 6.832 Trọng tài: Taoufik Boudaya (TUN), Kang Joo-hee (KOR) |

| 6 tháng 8 năm 2016 22:35 |

| Serbia                            | 3–0 | Ý |
| (27–25, 25–20, 25–23) KQ Thống kê |     |   |

| Ginásio do Maracanãzinho, Rio de Janeiro Khán giả: 4.373 Trọng tài: Piotr Dudek (POL), Arturo Di Giacomo (BEL) |

| 8 tháng 8 năm 2016 09:30 |

| Trung Quốc                             | 3–0 | Ý |
| (25–21, 25–21, 25–16) Kết quả Thống kê |     |   |

| Ginásio do Maracanãzinho, Rio de Janeiro Khán giả: 4.804 Trọng tài: Patricia Rolf (USA), Paulo Turci (BRA) |

| 8 tháng 8 năm 2016 15:00 |

| Hoa Kỳ                                              | 3–2 | Hà Lan |
| (18–25, 25–18, 21–25, 25–20, 15–8) Kết quả Thống kê |     |        |

| Ginásio do Maracanãzinho, Rio de Janeiro Khán giả: 5.455 Trọng tài: Mohammad Shahmiri (IRI), Juraj Mokrý (SVK) |

| 8 tháng 8 năm 2016 17:05 |

| Serbia                            | 3–0 | Puerto Rico |
| (29–27, 25–18, 25–20) KQ Thống kê |     |             |

| Ginásio do Maracanãzinho, Rio de Janeiro Khán giả: 5.730 Trọng tài: Kang Joo-hee (KOR), Andrey Zenovich (RUS) |

| 10 tháng 8 năm 2016 09:30 |

| Trung Quốc                             | 3–0 | Puerto Rico |
| (25–20, 25–17, 25–18) Kết quả Thống kê |     |             |

| Ginásio do Maracanãzinho, Rio de Janeiro Khán giả: 4.386 Trọng tài: Heike Kraft (GER), Kang Joo-hee (KOR) |

| 10 tháng 8 năm 2016 11:35 |

| Ý                                      | 0–3 | Hà Lan |
| (21–25, 20–25, 20–25) Kết quả Thống kê |     |        |

| Ginásio do Maracanãzinho, Rio de Janeiro Khán giả: 5.539 Trọng tài: Juraj Mokrý (SVK), Nasr Shaaban (EGY) |

| 10 tháng 8 năm 2016 15:00 |

| Hoa Kỳ                                        | 3–1 | Serbia |
| (25–17, 21–25, 25–18, 25–19) Kết quả Thống kê |     |        |

| Ginásio do Maracanãzinho, Rio de Janeiro Khán giả: 7.134 Trọng tài: Hernán Casamiquela (ARG), Rogerio Espicalsky (BRA) |

| 12 tháng 8 năm 2016 09:30 |

| Trung Quốc                             | 0–3 | Serbia |
| (19–25, 19–25, 22–25) Kết quả Thống kê |     |        |

| Ginásio do Maracanãzinho, Rio de Janeiro Khán giả: 3.509 Trọng tài: Kang Joo-hee (KOR), Susana Rodríguez (ESP) |

| 12 tháng 8 năm 2016 15:00 |

| Hoa Kỳ                                        | 3–1 | Ý |
| (25–22, 25–22, 23–25, 25–20) Kết quả Thống kê |     |   |

| Ginásio do Maracanãzinho, Rio de Janeiro Khán giả: 7.243 Trọng tài: Rogerio Espicalsky (BRA), Denny Cespedes (DOM) |

| 12 tháng 8 năm 2016 17:05 |

| Hà Lan                                 | 3–0 | Puerto Rico |
| (25–14, 25–22, 25–16) Kết quả Thống kê |     |             |

| Ginásio do Maracanãzinho, Rio de Janeiro Khán giả: 6.742 Trọng tài: Ibrahim Al-Naama (QAT), Hernán Casamiquela (ARG) |

| 14 tháng 8 năm 2016 09:30 |

| Serbia                                              | 2–3 | Hà Lan |
| (22–25, 20–25, 25–22, 25–18, 8–15) Kết quả Thống kê |     |        |

| Ginásio do Maracanãzinho, Rio de Janeiro Khán giả: 6.387 Trọng tài: Susana Rodríguez (ESP), Andrey Zenovich (RUS) |

| 14 tháng 8 năm 2016 15:00 |

| Ý                                      | 3–0 | Puerto Rico |
| (25–14, 25–13, 25–22) Kết quả Thống kê |     |             |

| Ginásio do Maracanãzinho, Rio de Janeiro Khán giả: 7.225 Trọng tài: Kang Joo-hee (KOR), Patricia Rolf (USA) |

| 14 tháng 8 năm 2016 17:05 |

| Hoa Kỳ                                        | 3–1 | Trung Quốc |
| (22–25, 25–17, 25–19, 25–19) Kết quả Thống kê |     |            |

| Ginásio do Maracanãzinho, Rio de Janeiro Khán giả: 6.897 Trọng tài: Heike Kraft (GER), Juraj Mokrý (SVK) |

## Vòng đấu loại trực tiếp
Tất cả theo Giờ Brasil (UTC−03:00).

Các đội đầu mỗi bảng sẽ gặp đội xếp thứ 4 tại bảng kia. Đội xếp thứ 2 và thứ 3 mỗi bảng xác định đối thủ bằng cách bốc thăm tổ chức sau trận đấu cuối cùng.
|  | Tứ kết     | Tứ kết     |            |   | Bán kết               | Bán kết               |  |  | Tranh huy chương vàng | Tranh huy chương vàng |
|  |            |            |            |   |                       |                       |  |  |                       |                       |
|  | 16 tháng 8 |            |            |   |                       |                       |  |  |                       |                       |
|  |            |            |            |   |                       |                       |  |  |                       |                       |
|  | Brasil     | 2          |            |   |                       |                       |  |  |                       |                       |
|  | Brasil     | 2          | 18 tháng 8 |   |                       |                       |  |  |                       |                       |
|  | Trung Quốc | 3          |            |   |                       |                       |  |  |                       |                       |
|  | Trung Quốc | 3          | Trung Quốc | 3 |                       |                       |  |  |                       |                       |
|  | 16 tháng 8 |            | Trung Quốc | 3 |                       |                       |  |  |                       |                       |
|  |            | Hà Lan     | 1          |   |                       |                       |  |  |                       |                       |
|  | Hàn Quốc   | Hà Lan     | 1          | 1 |                       |                       |  |  |                       |                       |
|  | Hàn Quốc   |            | 20 tháng 8 | 1 |                       |                       |  |  |                       |                       |
|  | Hà Lan     | 3          |            |   |                       |                       |  |  |                       |                       |
|  | Hà Lan     | 3          | Trung Quốc | 3 |                       |                       |  |  |                       |                       |
|  | 16 tháng 8 |            | Trung Quốc | 3 |                       |                       |  |  |                       |                       |
|  |            | Serbia     | 1          |   |                       |                       |  |  |                       |                       |
|  | Nga        | Serbia     | 1          | 0 |                       |                       |  |  |                       |                       |
|  | Nga        | 18 tháng 8 |            | 0 |                       |                       |  |  |                       |                       |
|  | Serbia     | 3          |            |   |                       |                       |  |  |                       |                       |
|  | Serbia     | 3          | Serbia     | 3 |                       |                       |  |  |                       |                       |
|  | 16 tháng 8 |            | Serbia     | 3 |                       |                       |  |  |                       |                       |
|  |            | Hoa Kỳ     | 2          |   | Tranh huy chương đồng | Tranh huy chương đồng |  |  |                       |                       |
|  | Nhật Bản   | Hoa Kỳ     | 2          | 0 | Tranh huy chương đồng | Tranh huy chương đồng |  |  |                       |                       |
|  | Nhật Bản   |            | 20 tháng 8 | 0 |                       |                       |  |  |                       |                       |
|  | Hoa Kỳ     | 3          |            |   |                       |                       |  |  |                       |                       |
|  | Hoa Kỳ     | 3          | Hà Lan     | 1 |                       |                       |  |  |                       |                       |
|  |            |            |            |   |                       |                       |  |  |                       |                       |
|  | Hoa Kỳ     | 3          |            |   |                       |                       |  |  |                       |                       |
|  | Hoa Kỳ     | 3          |            |   |                       |                       |  |  |                       |                       |

### Tứ kết
| 16 tháng 8 năm 2016 10:00 |

| Hàn Quốc                                      | 1–3 | Hà Lan |
| (19–25, 14–25, 25–23, 20–25) Kết quả Thống kê |     |        |

| Ginásio do Maracanãzinho, Rio de Janeiro Khán giả: 6.351 Trọng tài: Patricia Rolf (USA), Nasr Shaaban (EGY) |

| 16 tháng 8 năm 2016 14:00 |

| Nhật Bản                               | 0–3 | Hoa Kỳ |
| (16–25, 23–25, 22–25) Kết quả Thống kê |     |        |

| Ginásio do Maracanãzinho, Rio de Janeiro Khán giả: 7.226 Trọng tài: Paulo Turci (BRA), Heike Kraft (GER) |

| 16 tháng 8 năm 2016 18:00 |

| Nga                                   | 0–3 | Serbia |
| (9–25, 22–25, 21–25) Kết quả Thống kê |     |        |

| Ginásio do Maracanãzinho, Rio de Janeiro Khán giả: 7.121 Trọng tài: Susana Rodríguez (ESP), Hernán Casamiquela (ARG) |

| 16 tháng 8 năm 2016 22:15 |

| Brasil                                               | 2–3 | Trung Quốc |
| (25–15, 23–25, 22–25, 25–22, 13–15) Kết quả Thống kê |     |            |

| Ginásio do Maracanãzinho, Rio de Janeiro Khán giả: 9.498 Trọng tài: Piotr Dudek (POL), Vladimir Simonović (SRB) |

### Bán kết
| 18 tháng 8 năm 2016 13:00 |

| Serbia                                               | 3–2 | Hoa Kỳ |
| (20–25, 25–17, 25–21, 16–25, 15–13) Kết quả Thống kê |     |        |

| Ginásio do Maracanãzinho, Rio de Janeiro Khán giả: 5.837 Trọng tài: Andrey Zenovich (RUS), Nasr Shaaban (EGY) |

| 18 tháng 8 năm 2016 22:15 |

| Trung Quốc                                    | 3–1 | Hà Lan |
| (27–25, 23–25, 29–27, 25–23) Kết quả Thống kê |     |        |

| Ginásio do Maracanãzinho, Rio de Janeiro Khán giả: 8.411 Trọng tài: Luis Macias (MEX), Fabrizio Pasquali (ITA) |

### Trận tranh huy chương đồng
| 20 tháng 8 năm 2016 13:00 |

| Hà Lan                                        | 1–3 | Hoa Kỳ |
| (23–25, 27–25, 22–25, 19–25) Kết quả Thống kê |     |        |

| Ginásio do Maracanãzinho, Rio de Janeiro Khán giả: 7.897 Trọng tài: Paulo Turci (BRA), Piotr Dudek (POL) |

### Trận tranh huy chương vàng
| 20 tháng 8 năm 2016 22:15 |

| Trung Quốc                                    | 3–1 | Serbia |
| (19–25, 25–17, 25–22, 25–23) Kết quả Thống kê |     |        |

| Ginásio do Maracanãzinho, Rio de Janeiro Khán giả: 8.773 Trọng tài: Susana Rodríguez (ESP), Patricia Rolf (USA) |

## Số liệu thống kê
- Chỉ có vận động viên của các đội lọt vào bán kết được thống kê.

Nguồn: FIVB.org
| Hạng | Tên                 | Điểm |
| ---- | ------------------- | ---- |
| 1    | Zhu Ting            | 179  |
| 2    | Lonneke Slöetjes    | 157  |
| 3    | Tijana Bošković     | 137  |
| 4    | Brankica Mihajlović | 121  |
| 5    | Anne Buijs          | 104  |

| Hạng | Tên                 | %Eff  |
| ---- | ------------------- | ----- |
| 1    | Zhu Ting            | 42.27 |
| 2    | Brankica Mihajlović | 31.60 |
| 3    | Lonneke Slöetjes    | 28.57 |
| 4    | Jordan Larson       | 28.57 |
| 5    | Kimberly Hill       | 28.00 |

| Hạng | Tên               | Avg  |
| ---- | ----------------- | ---- |
| 1    | Milena Rašić      | 0.83 |
| 2    | Robin de Kruijf   | 0.76 |
| 3    | Foluke Akinradewo | 0.56 |
| 4    | Rachael Adams     | 0.52 |
| 5    | Zhu Ting          | 0.48 |

| Hạng | Tên             | Avg  |
| ---- | --------------- | ---- |
| 1    | Milena Rašić    | 0.57 |
| 2    | Tijana Bošković | 0.33 |
| 3    | Anne Buijs      | 0.30 |
| 4    | Huệ Nhược Kỳ    | 0.29 |
| 5    | Jordan Larson   | 0.26 |

| Hạng | Tên             | Avg  |
| ---- | --------------- | ---- |
| 1    | Debby Stam      | 2.30 |
| 2    | Lin Li          | 1.90 |
| 3    | Silvija Popović | 1.80 |
| 4    | Kayla Banwarth  | 1.75 |
| 5    | Jordan Larson   | 1.56 |

| Hạng | Tên             | Avg   |
| ---- | --------------- | ----- |
| 1    | Alisha Glass    | 10.47 |
| 2    | Laura Dijkema   | 10.36 |
| 3    | Maja Ognjenović | 9.03  |
| 4    | Đinh Hà         | 5.52  |
| 5    | Ngụy Thu Nguyệt | 4.74  |

| Hạng | Tên             | %Succ |
| ---- | --------------- | ----- |
| 1    | Silvija Popović | 45.32 |
| 2    | Jordan Larson   | 44.05 |
| 3    | Kayla Banwarth  | 41.72 |
| 4    | Zhu Ting        | 39.16 |
| 5    | Lin Li          | 35.06 |

Source: FIVB.org

## Thứ hạng cuối cùng
| Hạng | ĐỘi         |
| ---- | ----------- |
| 1    | Trung Quốc  |
| 2    | Serbia      |
| 3    | Hoa Kỳ      |
| 4    | Hà Lan      |
| 5    | Brasil      |
| 5    | Nhật Bản    |
| 5    | Nga         |
| 5    | Hàn Quốc    |
| 9    | Argentina   |
| 9    | Ý           |
| 11   | Cameroon    |
| 11   | Puerto Rico |

| Vô địch Thế vận hội mùa hè 2016 |
| ------------------------------- |
| · Trung Quốc · Lần thứ ba       |

| Đội hình |
| Đinh Hà, Gong Xiangyu, Huệ Nhược Kỳ , Lin Li, Liu Xiaotong, Ngụy Thu Nguyệt, Từ Vân Lệ, Yan Ni, Yang Fangxu, Viên Tâm Nguyệt, Trương Thường Ninh, Zhu Ting |
| Huấn luyện viên |
| Lang Bình |

## Huy chương
| Vàng | Bạc | Đồng |
| Trung QuốcĐinh Hà · Gong Xiangyu · Huệ Nhược Kỳ · Lin Li · Liu Xiaotong · Ngụy Thu Nguyệt · Từ Vân Lệ · Yan Ni · Yang Fangxu · Viên Tâm Nguyệt · Trương Thường Ninh · Zhu Ting | SerbiaTijana Bošković · Jovana Brakočević · Bianka Buša · Tijana Malešević · Brankica Mihajlović · Jelena Nikolić · Maja Ognjenović · Silvija Popović · Milena Rašić · Jovana Stevanović · Stefana Veljković · Bojana Živković | Hoa KỳRachael Adams · Foluke Akinradewo · Kayla Banwarth · Alisha Glass · Christa Harmotto · Kimberly Hill · Jordan Larson · Carli Lloyd · Karsta Lowe · Kelly Murphy · Kelsey Robinson · Courtney Thompson |

## Giải thưởng
| - Vận động viên xuất sắc nhất Zhu Ting - Chuyền 2 xuất sắc nhất Alisha Glass - Chủ công xuất sắc nhất Zhu Ting Brankica Mihajlović | - Phụ công xuất sắc nhất Milena Rašić Foluke Akinradewo - Đối chuyền xuất sắc nhất Lonneke Slöetjes - Libero xuất sắc nhất Lin Li |